# Гранична производност капитала
Гранична производност капитала (МЕК) је дисконтна стопа која би изједначила цену фиксних основних средстава са садашњом умањеном вредношћу очекиваних прихода.
Термин гранична производност капитала увео је Џон Мајнард Кејнс (енг. John Maynard Keynes) у свом делу Општа теорија запослености, теорије и новца (енг. The General Theory of Employment, Interest, and Money), и дефинисао као "стопа попуста тренутних вредности серије ануитета датих приходованим средствима очекиваних од основних средстава током живота, која је једнака његовој набавној цени".
МЕК је нето стопа прихода који се очекује од набавке додатног капитала. Рачуна се као очекивани профит предузећа узимајући у обзир цену инпута (улаза) и амортизације капитала. На њега утичу очекивања од кретања будућих улазних трошкова и кретање тражње. МЕК и износ капиталних издатака су елементи које предузећа узимају у обзир када се одлучују за инвестициони пројекат.
МЕК мора бити већи од каматне стопе,r, како би се инвестиција одиграла. Разлог је то што тренутна вредност (енг. Present Value PV) приноса на капитал мора бити већа од вредности трошкова капитала (енг. Ck). Ове променљиве се могу изразити на следећи начин:
- PV = Rn / (1 + r)n, где је n број разматраних година и Rn је нето годишњи поврат.
- Ck = Rn / (1 + MEC)n, где је Ck трошак капитала.

Стога, за улагање, следећи услов је неопходан: PV > Ck, то јест MEC > r. Као последица, јавља се обрнута веза између каматне стопе и инвестиција (нпр. виша каматна стопа узрокује ређе инвестирање).
Према Европској комисији и њиховој банци података "AMECO" (Годишњи макроекономски подаци - енг. Annual Macro-Economic Data) Гранична производност капитала је дефинисана као "Промена БДП-а уз константне тржишне цене у години Т по јединици бруто инвестиција у основна средства у сталним тржишним цена у години T-.5[што значи, заостаје за пола године]."